# 消滅
| ウィキペディアには「消滅」という見出しの百科事典記事はありません（タイトルに「消滅」を含むページの一覧/「消滅」で始まるページの一覧）。 代わりにウィクショナリーのページ「消滅」が役に立つかもしれません。 |